# Jaapiella ivannikovi
Jaapiella ivannikovi är en tvåvingeart som beskrevs av Fedotova 1985. Jaapiella ivannikovi ingår i släktet Jaapiella och familjen gallmyggor.
Artens utbredningsområde är Kazakstan. Inga underarter finns listade i Catalogue of Life.